# Cot Pintorimba
Cot Pintorimba är en kulle i Indonesien.   Den ligger i provinsen Aceh, i den västra delen av landet, 1 700 km nordväst om huvudstaden Jakarta. Toppen på Cot Pintorimba är 185 meter över havet.
Terrängen runt Cot Pintorimba är platt åt nordväst, men åt sydost är den kuperad. Runt Cot Pintorimba är det tätbefolkat, med 276 invånare per kvadratkilometer. I omgivningarna runt Cot Pintorimba växer i huvudsak städsegrön lövskog.